# クレメンス・J・ゼッツ
クレメンス・J・ゼッツ（Clemens J. Setz, Clemens Johann Setz, 1982年11月15日 - ）は、オーストリアの作家、翻訳家。

## 経歴
1982年グラーツに生まれ、現在も在住している。2001年にグラーツ大学で数学とドイツ文学の教職課程に進んだが、修了していない。
勉学のかたわら翻訳家として働き、雑誌やアンソロジーで詩や小説を発表していた。また、文学グループ「Plattform」の創立メンバーでもある。
若い頃は文学にほとんど関心を持っていなかった。エルンスト・ヤンドルの本が、作家としてのキャリアの起爆剤になった。2007年デビュー作である長編小説『Söhne und Planeten』がアスペクト文学賞 (aspekte-Literaturpreis) のショートリストに選出。2008年にインゲボルク・バッハマン賞 (Ingeborg-Bachmann-Preis) へ招かれ、短編小説『Die Waage』でエルンスト・ヴィルナー賞 (Ernst-Willner-Preis) を獲得した。2021年にゲオルク・ビューヒナー賞を受賞。
2009年に二作目の長編小説『Die Frequenzen』がドイツ書籍賞にノミネートされた。2010年にはベルリン国際文学祭 (Internationales Literaturfestival Berlin) に招聘された。2011年、作品集『Die Liebe zur Zeit des Mahlstädter Kindes』でライプツィヒ書籍見本市賞 (Preis der Leipziger Buchmesse) の文学部門を受賞。審査員は次のように評した。「人を惑わす隣人、芸術の暴動、狂っていく機械――これらの物語は優しさ、暴力、愛と下品さの迷宮に読者を誘い込む。」
2011年以降は、文芸雑誌『Volltext』で著名な作家の絶版した作品について「Nicht mehr lieferbar」を連載している。2012年出版の長編小説『Indigo』はドイツ書籍賞のショートリストに選ばれた。ゼッツは、詩集『Die Vogelstraußtrompete』の中で、英語版ウィキペディアの「Reality Checkpoint」の記事などを文字通り引用し、コミックから学問まで現代の多様な現実を通して読者を詩的な探索に向かわせている。
2015年に出版した1000ページを超える長編小説『Die Stunde zwischen Frau und Gitarre』もドイツ書籍賞にノミネートされた。
ゼッツの同名の小説が基になった舞台『Frequenzen』の初演が、アレクサンダー・アイゼナハ (Alexander Eisenach) の演出で、2016年3月12日にグラーツのシャウシュピールハウス (Schauspielhaus Graz) で行われた。
2016年のイジョマ・マンゴルト (Ijoma Mangold) とのインタビューで、ゼッツは、音に色が見える自身の共感覚や以前あったパニック発作は精神的な理由で起こったのではなく、胃炎からくる食道痙攣によるものだったと語った。

## 邦訳作品
- 『インディゴ』犬飼彩乃 訳 国書刊行会 2021年6月

## 主な作品

### 著書
- Söhne und Planeten. Roman. Residenz, St. Pölten 2007, ISBN 978-3-7017-1484-1; btb, München 2010, ISBN 978-3-442-73902-8.
- Die Frequenzen. Roman. Residenz, St. Pölten 2009, ISBN 978-3-7017-1515-2; btb, München 2011, ISBN 978-3-442-74111-3.
- Die Liebe zur Zeit des Mahlstädter Kindes. Erzählungen. Suhrkamp, Berlin 2011, ISBN 978-3-518-42221-2; Taschenbuch ebd. 2012, ISBN 978-3-518-46335-2.
- Zeitfrauen. (= Schöner Lesen. Nr. 112). Essay. SuKuLTuR, Berlin 2012, ISBN 978-3-941592-34-6.
- Indigo. Roman. Suhrkamp, Berlin 2012, ISBN 978-3-518-42324-0.
- Die Vogelstraußtrompete. Gedichte. Suhrkamp, Berlin 2014, ISBN 978-3-518-42416-2.
- Till Eulenspiegel – Dreißig Streiche und Narreteien. Nacherzählung, mit Illustrationen von Philip Waechter. Insel, Berlin 2015, ISBN 978-3-458-20014-7.
- Glücklich wie Blei im Getreide. Nacherzählungen. Suhrkamp, Berlin 2015, ISBN 978-3-518-46587-5.
- Die Stunde zwischen Frau und Gitarre. Roman. Suhrkamp, Berlin 2015, ISBN 978-3-518-42495-7.
- Bot: Gespräch ohne Autor. Suhrkamp, Berlin 2018, ISBN 978-3-518-42786-6.

### 翻訳
- Der Mann aus dem Fegefeuer : das Doppelleben des Jack Unterweger. Residenz, St. Pölten 2008, ISBN 978-3-7017-3101-5; Heyne, München 2010, ISBN 978-3-453-43473-8（John Leake, Entering Hades : The Double Life of a Serial Killer のドイツ語訳）[10]

## フィルモグラフィー
- 2018年: Zauberer（脚本）

## 受賞歴
- 2008年: 「特に成功した文学デビュー」 „besonders gelungenes literarisches Debüt“ のためのオーストリア連邦教育・芸術・文化省賞
- 2008年: エルンスト・ヴィルナー賞 (Ernst-Willner-Preis)
- 2010年: 自由ハンザ都市ブレーメン文学賞 (Literaturpreis der Stadt Bremen),『Die Frequenzen』で受賞
- 2010年: Outstanding Artist Award für Literatur
- 2011年: ライプツィヒ書籍見本市賞文学部門 (Preis der Leipziger Buchmesse/Belletristik),『Die Liebe zur Zeit des Mahlstädter Kindes』で受賞
- 2013年: Kulturkreis der deutschen Wirtschaftの文学賞
- 2015年: ヴィルヘルム・ラーベ文学賞 (Wilhelm-Raabe-Literaturpreis)
- 2016年: 2016年のバンベルク大学詩学教授 (Poetik-Professur an der Universität Bamberg)を担当
- 2017年: シュタイアーマルク州文学賞 (Literaturpreis des Landes Steiermark)[11]
- 2018年: Thomas-Pluch-Drehbuchpreis,『Zauberer』で審査員特別賞[12]
- 2019年: ベルリン文学賞 (Berliner Literaturpreis)[13]
- 2020年: クライスト賞
- 2021年: ゲオルク・ビューヒナー賞